# Пірс (модуль МКС)

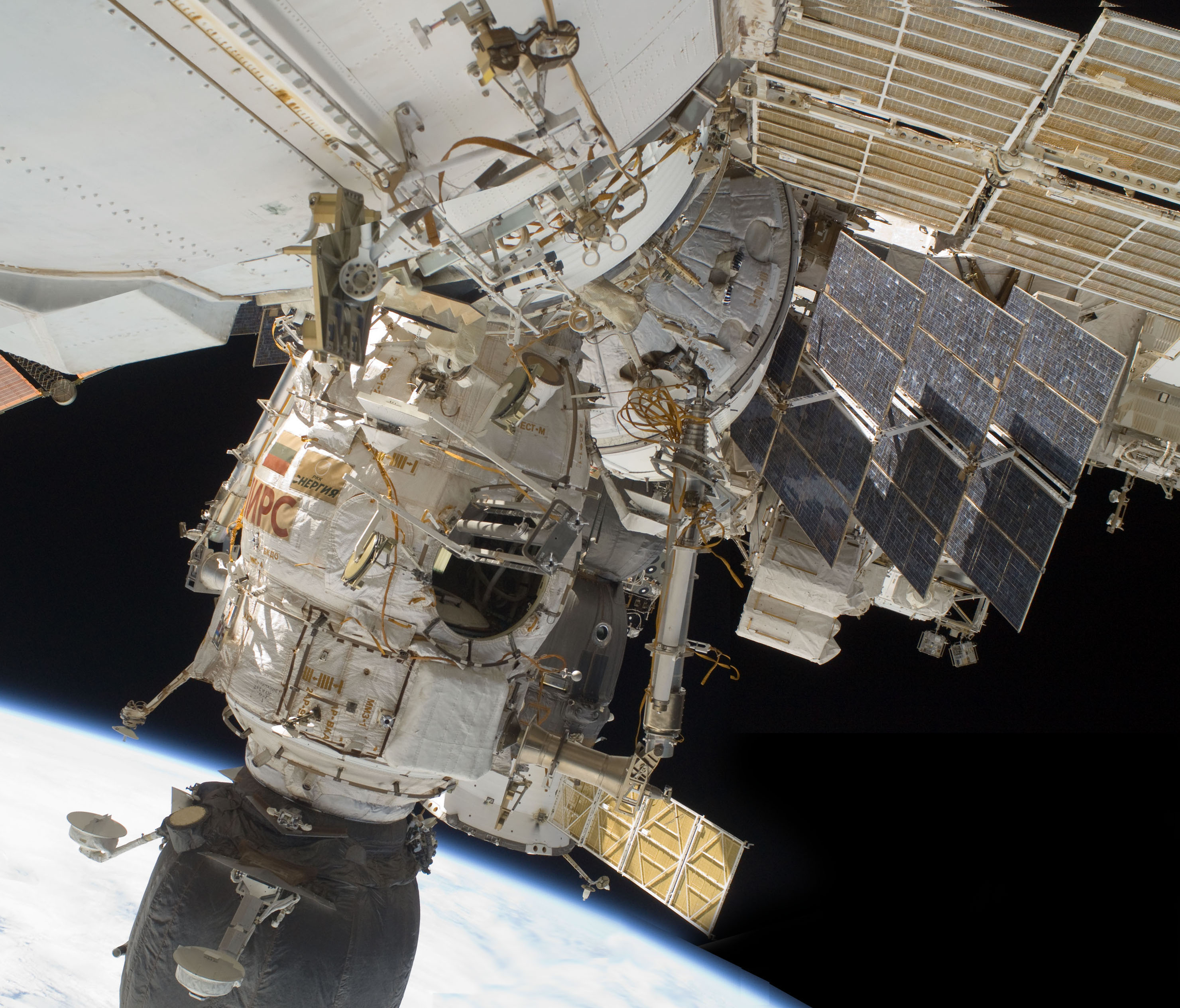
Стикувальний відсік-модуль «Пірс» (СО1)

Стикувальний відсік-модуль «Пірс» (рос. Стыковочный отсек-модуль «Пирс», СО1) (індекс: 240ГК, заводський № 1) — один з модулів російського сегмента Міжнародної космічної станції. Призначений для використання як додатковий порт причалювання пілотованих і вантажних кораблів типу «Союз» і «Прогрес» та забезпечення виходу космонавтів у відкритий космічний простір з російського сегмента станції. Запущено 15 вересня 2001, розпочав роботу в червні 2002 року. Модуль було відстиковано від МКС 26 липня 2021 року з метою звільнення місця для стикування модуля Наука.

## Історія
Виготовлення СО1 «Пірс» почалося в РКК «Енергія» у 1998 році. У квітні 1999 року журналістам продемонстрували готовий корпус льотного СО1. Наприкінці 2000 року складання відсіку було завершене. У січні 2001 року в РКК «Енергія» почалися заключні випробування корабля-модуля «Прогрес М-СО1». Вони завершилися наприкінці червня 2001 року і 16 липня відсік, що отримав до того часу найменування «Пірс», був доставлений з РКК «Енергія» на космодром Байконур.
На Байконурі СО1 «Пірс» помістили в МІК 254, де проходять передстартову підготовку всі модулі і кораблі для МКС. Там пройшли заключні операції з СО1. На ньому встановили всі системи, агрегати та блоки. 16 серпня його розмістили у вакуумній камері корпусу 254 для перевірки на герметичність. Потім пройшли комплексні електричні випробування. Під час яких було виявлено 9 зауважень до елементів корабля і 31 до збірок. Всі вони були закриті. Єдиним зауваженням, яке висловило НАСА, був підвищений рівень шуму всередині відсіку: замість належних за вимогою SSP 50094 60 дБ, рівень безперервного акустичного шуму в модулі «Пірс» становив близько 70 дБ (у відсіку працюють три вентилятори). Група з акустики НАСА, проте, вирішила, що умови по шуму прийнятні, проте екіпажу дозволено безперервно перебувати у відсіку не більше двох годин.
Після заправки корабля-модуля компонентами палива його перевезли в МІК на другому майданчику Байконура, де пройшла стиковка «Прогресу М-СО1» з «Союз-У» № 677. Вранці РН «Союз-У — Прогрес М-СО1» вивезли на стартовий комплекс першого майданчика і встановили на пускову установку.
У ході передстартової підготовки була виявлена несправність в системі управління РН «Союз-У». Після заміни несправних приладів на стартовому майданчику пройшли повторні генеральні випробування носія, що підтвердили нормальну роботу апаратури системи управління.

### Функціонування на МКС
На модулі «Пірс» у 1999 році було встановлено перший вантажний кран «Стріла», який був доставлений місією STS-96. Другий аналогічний кран було доставлено у 2000 році місією STS-101.
16.02.2012 о 18:31 (за московським часом) космонавти Олег Кононенко і Антон Шкаплеров вийшли у відкритий космос. Бортінженери виконали перенесення 40-метрової вантажної стріли ГСтМ1 зі стикувального відсіку «Пірс» та установку її на малому дослідному модулі «Поіск». Ця операція проводиться з метою звільнити від корисного устаткування модуль «Пірс», щоб почати нове будівництво МКС, на місце модуля «Пірс» планується пристикувати багатофункціональний лабораторний модуль «Наука». Вся позакорабельна діяльність зайняла 6 годин і 15 хвилин.
Згодом у 2012 році другий кран «Стріла» було переміщено на модуль «Заря».
26 липня о 14:51 (UTC) зв'язка зі стикувального модуля «Пірс» та вантажного корабля Прогрес МС-16 від'єдналась від модуля «Звєзда» МКС. Модуль «Пірс» став першим модулем, від'єднаним від станції. Дана операція дозволила звільнити стикувальний вузол модуля «Звєзда» для подальшого стикування модуля «Наука». Модуль «Пірс» та корабель Прогрес МС-16 за декілька годин згоріли у щільних шарах атмосфери.

## Параметри
Основні технічні характеристики :
| параметр                                     | значення |
| -------------------------------------------- | -------- |
| Маса при запуску, кг                         | 4353     |
| Маса на орбіті, кг                           | 3580     |
| Резервна маса вантажів, що доставляються, кг | 800      |
| Висота орбіти при складанні, км              | 350-410  |
| Робоча висота орбіти, км                     | 410-460  |
| Довжина (зі стикувальним агрегатам), м       | 4,91     |
| Максимальний діаметр, м                      | 2,55     |
| Обсяг герметичного відсіку, м3               | 13       |

Службові системи модуля:
- Система терморегулювання;
- Система зв'язку;
- Система управління бортовим комплексом;
- Пульти контролю та управління службовими системами;
- Телевізійна й телеметрична системи.

Цільові системи модуля:
- Пульти управління шлюзування;
- Два блоку сполучення, що забезпечують шлюзування двох членів екіпажу;
- Два люки для виходу у відкритий космос діаметром 1000 мм;
- Активний і пасивний стикувальні вузли.

## Галерея

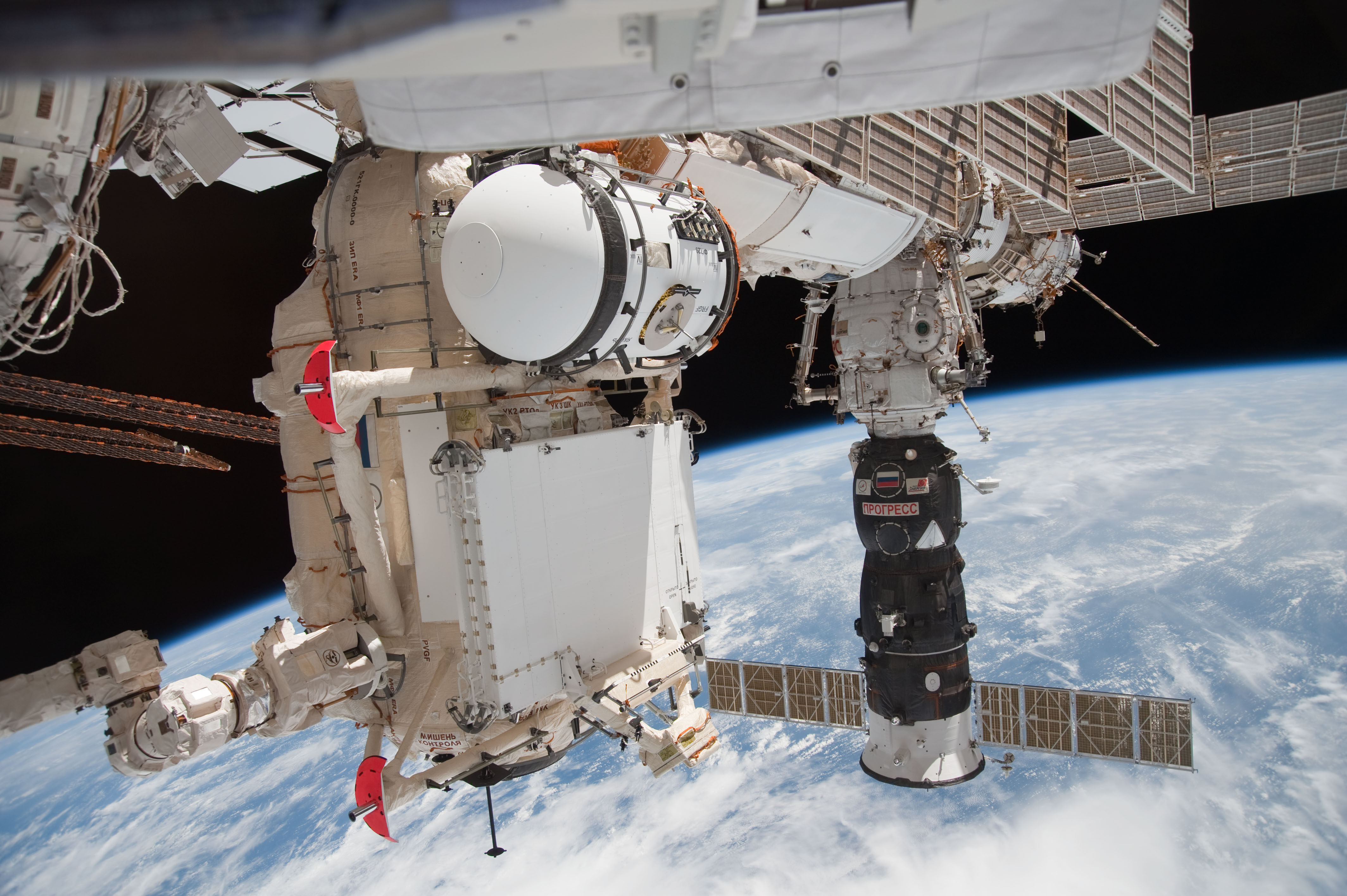
Вантажний корабель Прогрес М-05М, пристикований до модуля «Пірс»
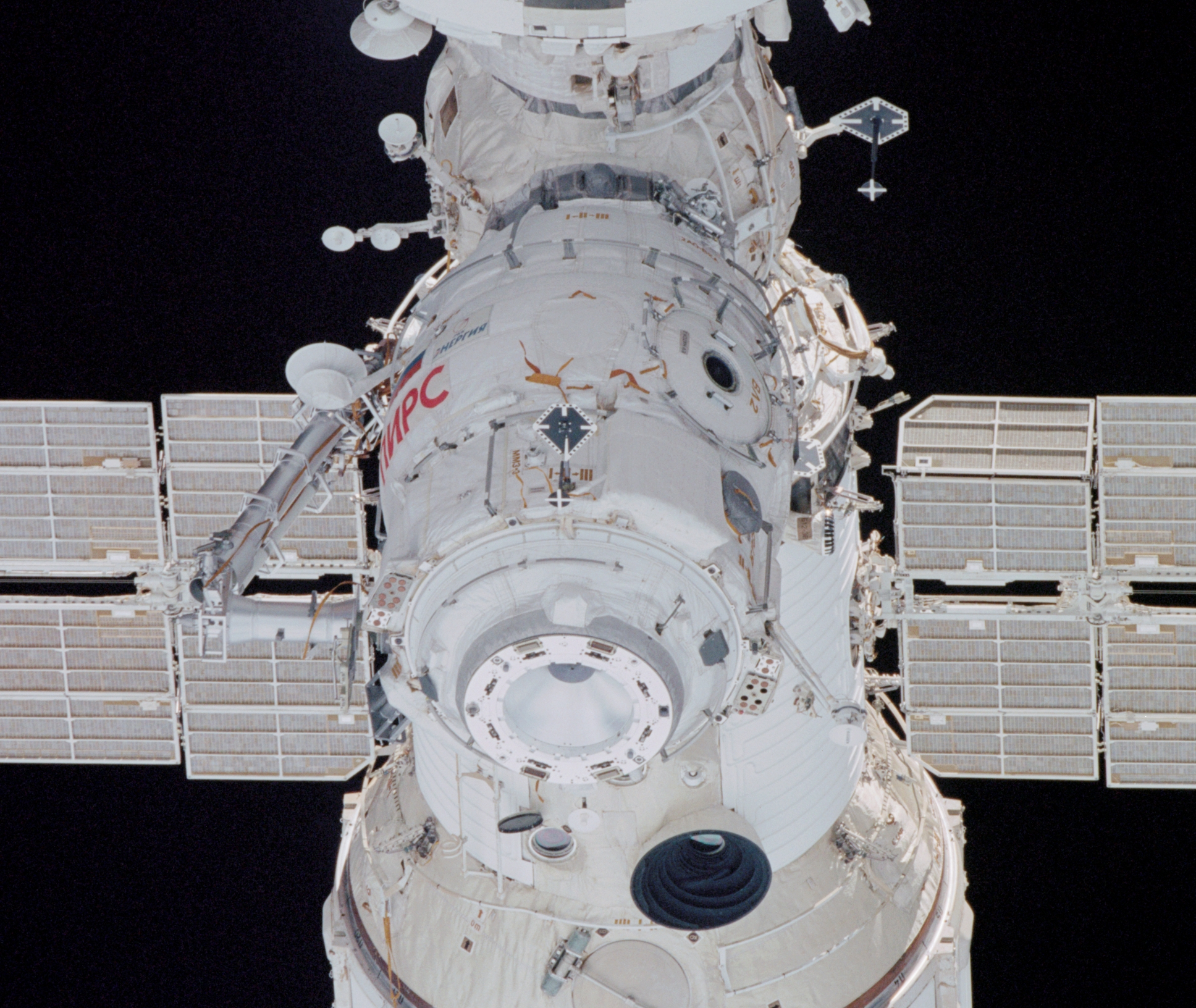
«Пірс» - вид знизу
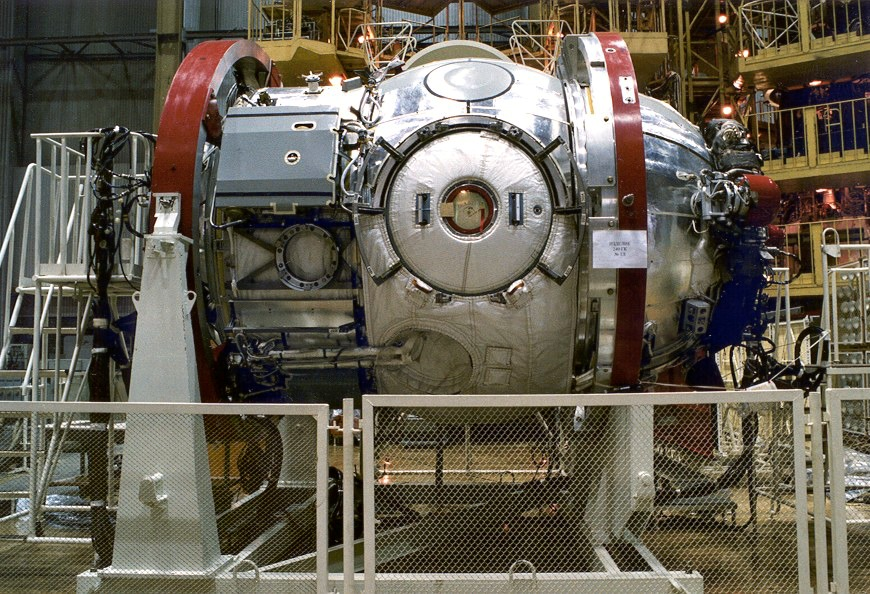
Модуль «Пірс» в РКК «Енергія»
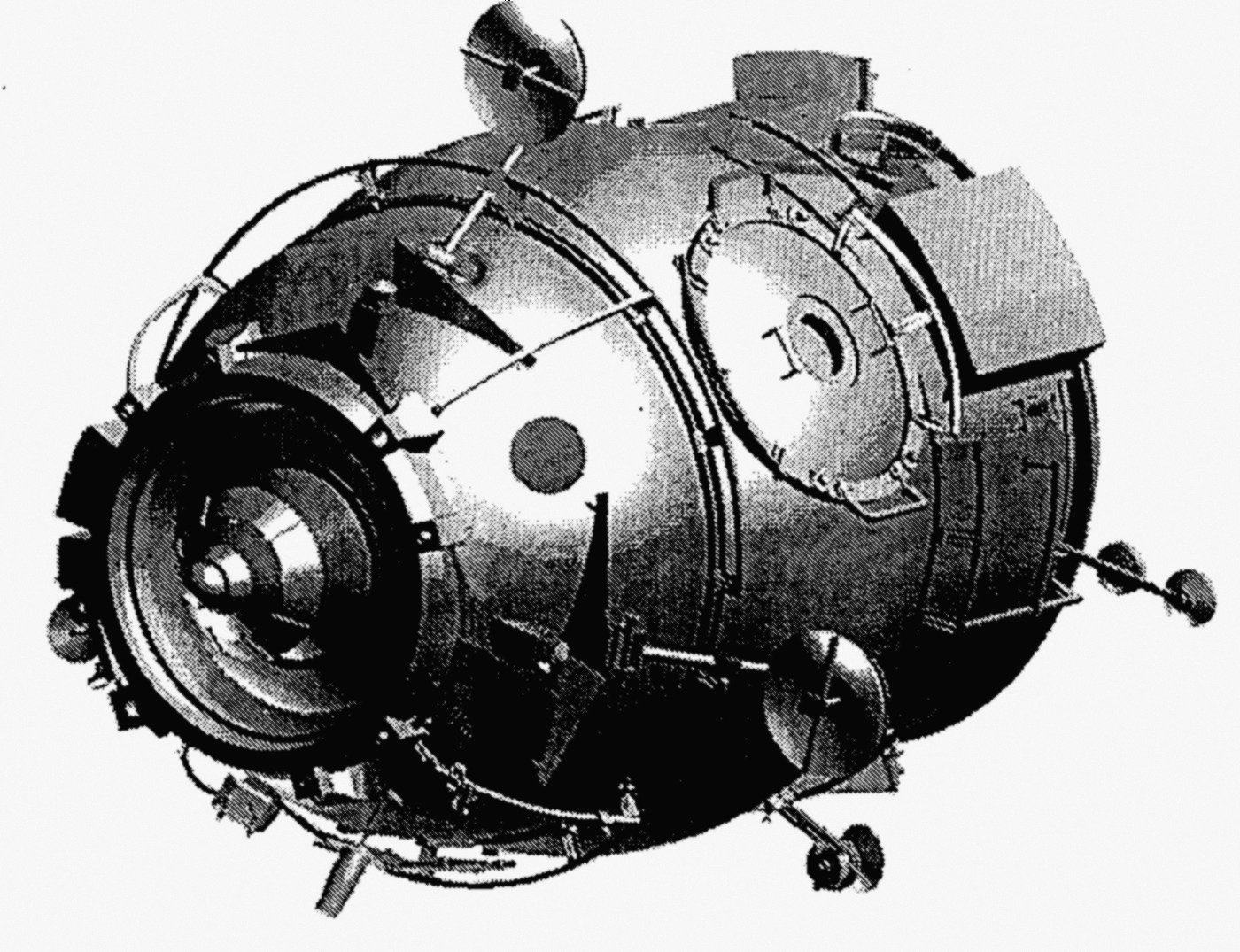
«Пірс» Ч / Б
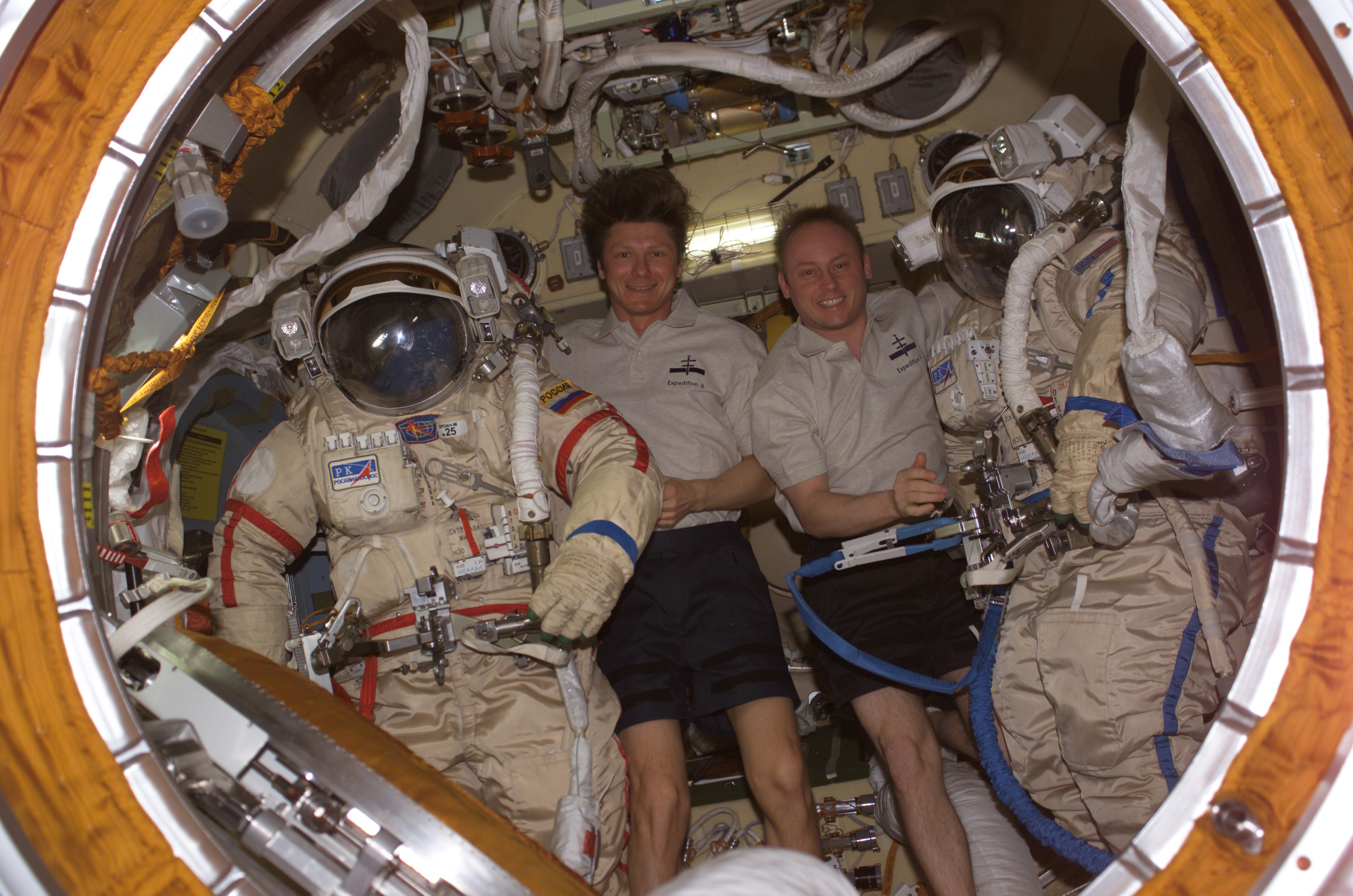
Усередині Пірса, справа і зліва видно скафандри Орлан на зберіганні.
- Член екіпажу Геннадій Падалка в ПірсіЧлен екіпажу Геннадій Падалка в Пірсі
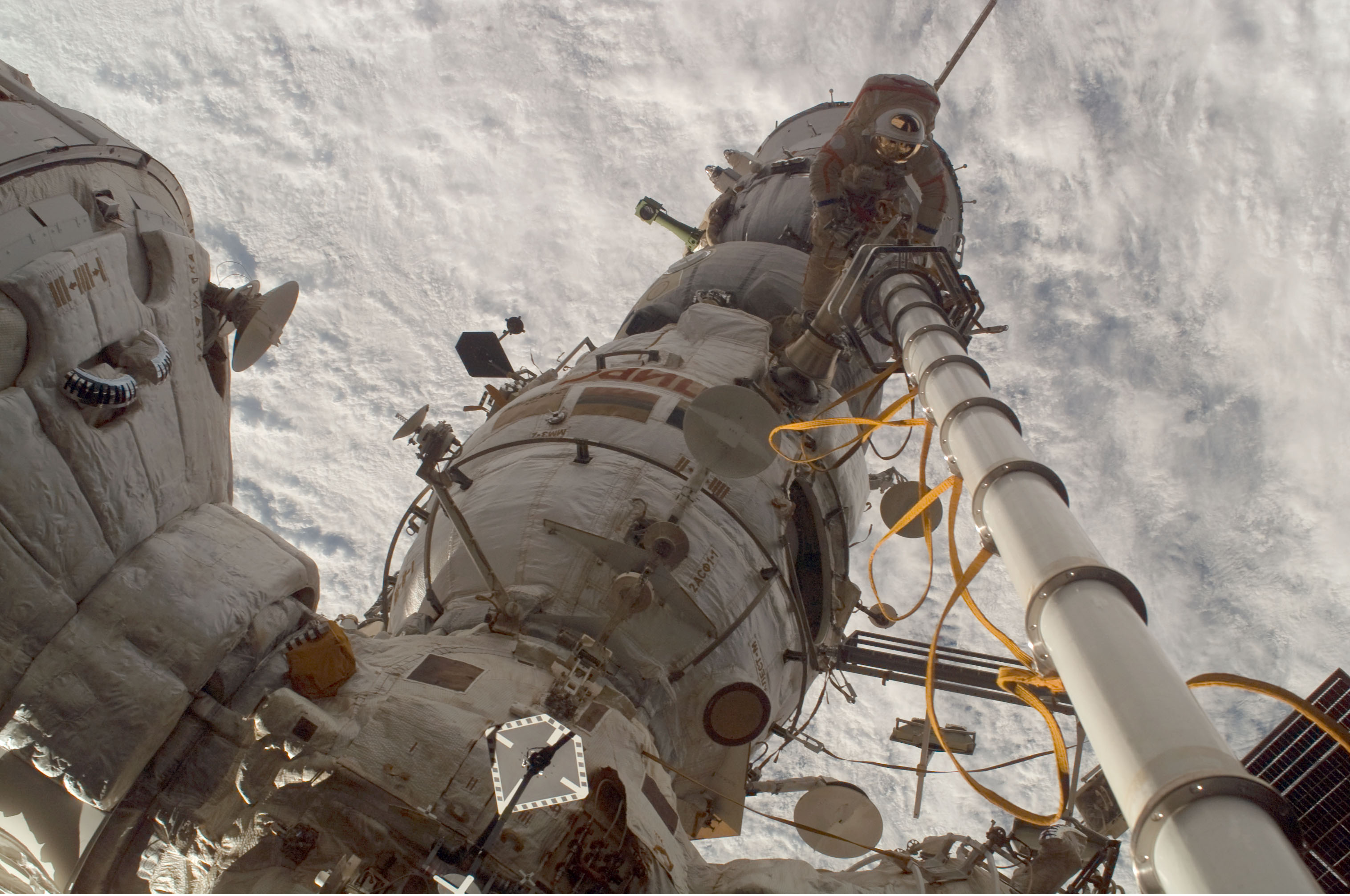
Бортінженер Кононенко фотографує командира Волков, який управляє краном Стріла, на кінці якої перебуває Кононенко. Командир стоїть на Пірсі спиною до Союза. Зліва видно Зарю, знизу видно Зірку.

## Виноски та джерела
1. ↑  Рушійна сила «ЕНЕРГІЇ» [Архівовано 2006-10-10 у Wayback Machine.](рос.)
2. 1 2  Модуль «Пирс» и корабль «Прогресс МС-16» завершили полет. Роскосмос (рос.). Процитовано 26.07.2021.
3. ↑   В польоті — новий російський елемент МКС — "Новости космонавтики"(рос.)
4. ↑  Выходной люк стикувального відсіку «Пірс» закритий — вихід у відкритий космос успішно завершений — Роскосмос. Архів оригіналу за 20 лютого 2012. Процитовано 5 лютого 2014.
5. ↑  Бортінженер екіпажу МКС-30 почали перший цього року вихід у відкритий космос — Ітар — Тарс
6. ↑  Стикувальний відсік " Пірс ". Архів оригіналу за 20 березня 2018. Процитовано 5 лютого 2014.